# Torsten Ludvig Thunberg

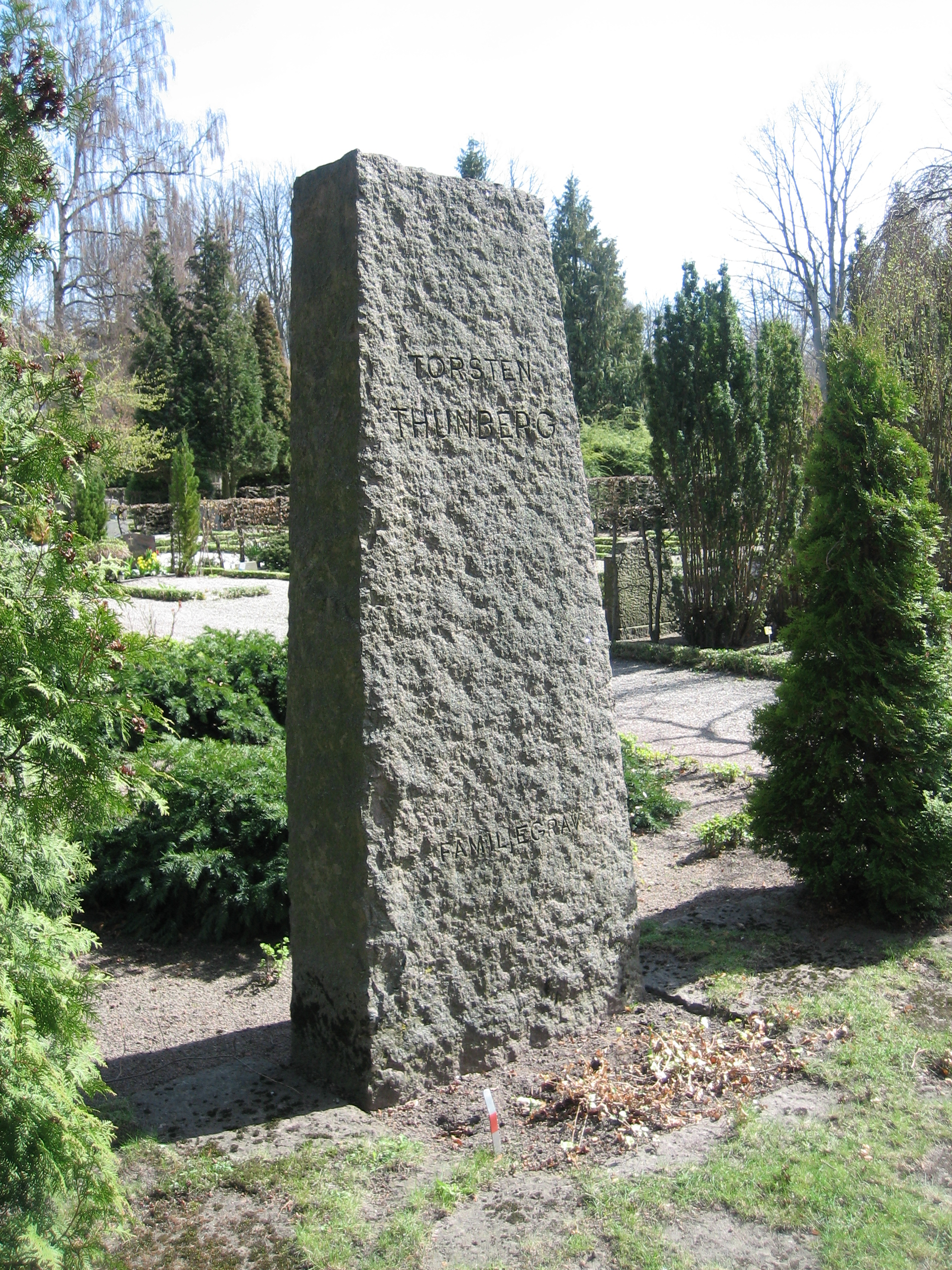
Grabmal des Torsten Ludvig Thunberg

Torsten Ludvig Thunberg (* 30. Juni 1873 in Torsåkers församling; † 4. Dezember 1952 in Lund) war ein schwedischer Physiologe und Biochemiker.

## Leben und Wirken
Thunberg studierte Medizin an der Universität Uppsala, an der er 1900 mit einer Arbeit über die Hautsinne promoviert wurde. Danach war er am Labor für Experimentelle Physiologie und Medizinische Physik der Universität Uppsala und von 1905 bis 1938 Professor für Physiologie an der Universität Lund.
Er forschte über die Physiologie von Schmerzempfindungen etwa bei Kälte und Hitze. Später befasste er sich mit Atemphysiologie verschiedener niederer Tiere, Physiologie von Frosch-Muskeln und autooxidativen Substanzen von physiologischem Interesse.
Er entdeckte, dass die Verbrennung von Nährstoffen im Körper in mehreren Schritten erfolgt, jeweils mit Abspaltung von Wasserstoff durch Dehydrogenasen. Seine Arbeiten beeinflussten auch Hans Adolf Krebs in seinen Arbeiten zum Citratzyklus. Dieser erwähnte ihn in seiner Nobelvorlesung (The citric acid cycle, 1953) als Beginn der Forschung zu den Energiegewinnungsprozessen in lebenden Zellen über Oxidation, da Thunberg zwischen 1906 und 1920 die Oxidation von über 60 organischen Substanzen, vor allem im Muskelgewebe, untersuchte. Seine Ergebnisse wurden von F. Batelli und L. Stern bestätigt und erweitert, blieben aber isolierte Ergebnisse und die Beziehung zur Oxidation von Kohlenhydraten in der Zelle, der Hauptenergiequelle, blieb offen.
1923 schlug er vor (wie wenig später auch René Wurmser), dass die Photosynthese eine Redoxreaktion ist, bei der das beteiligte Kohlendioxid reduziert und Wasser oxidiert wird. Thunberg entwarf auch ein frühes Gerät zur künstlichen Beatmung.
Er schrieb populärwissenschaftliche Bücher über Hygiene und gegen Quacksalberei. Er engagierte sich gegen Alkoholmissbrauch und war ab 1919 Apothekeninspektor.
1918 erhielt er den Kegnell-Preis. 1928 wurde er Mitglied der Schwedischen Akademie der Wissenschaften und 1932 Mitglied der Leopoldina. Der Bayerischen Akademie der Wissenschaften gehörte er als korrespondierendes Mitglied an.